# Mats Klingström
Mats Klingström, född 16 februari 1950 i Luleå, är en svensk trubadur, kompositör och textförfattare.
Mats Klingström växte upp i Göteborg och Berlin. Han fick sin gitarrist- och musikerutbildning på SMI:s – Stockholms Musikpedagogiska Institut – gitarristlinje.
Genom åren har Klingström samarbetat med många olika musiker och konstellationer. 1981 bildades gruppen FJK, bestående av Anders Forsslund, Christer Jonasson och Mats Klingström, en akustisk grupp som lyckades förnya den svenska vistraditionen. Senare har han samarbetat med Anders Bergman, tillsammans gav de ut fyra kritikerrosade cd-skivor med tolkningar av bland andra Dan Andersson och Evert Taube. Mats Klingström har även gett ut skivan Jag är din man med egna översättningar av Leonard Cohens sånger. 2005 släppte han soloalbumet Jag kan flyga fastän jag sitter still.
I samband med Västerviks visfestival 2003 belönades Mats Klingström med det hedrande Fred Åkerström-stipendiet.

## Diskografi (urval)
- 1982 – Kungens kobra (FJK)
- 1983 – Rakt ut ur natten (FJK)
- 1984 – Schlager och hits (FJK)
- 1986 – Radja (FJK)
- 1994 – Ballader (FJK)
- 1992 – Floden går djup (FJK)
- 1994 – Svarta svanar (Klingström & Bergman)
- 1995 – Resfeber (Klingström & Bergman)
- 1996 – Så länge skutan kan gå (Klingström & Bergman)
- 1997 – Hastigt skena livets hästar (Klingström & Bergman)
- 2000 – Jag är din man
- 2005 – Jag kan flyga fastän jag sitter still